# استیو بیگلاو
استیو بیگلاو (به انگلیسی: Steve Bigelow) (زادهٔ ۱۰ ژوئن ۱۹۷۱) شناگر اهل ایالات متحده آمریکا است.